# اینتراسپوتنیک
اینتراسپوتنیک (به انگلیسی: INTERSPUTNIK) یا سازمان و سیستم بین‌المللی ارتباطات فضایی نام سازمان بین‌المللی خدمات ارتباط ماهواره‌ای با استفاده از ماهواره مخابراتی و و توسعه آن است که دفتر مرکزی آن در مسکو روسیه قرار دارد. این سازمان در ۱۵ نوامبر ۱۹۷۱ با امضای اساسنامه آن توسط ۹ کشور اتحاد جماهیر سوسیالیستی شوروی، لهستان، چکسلواکی، جمهوری دمکراتیک آلمان، مجارستان، رومانی، بلغارستان، کوبا و مغولستان تأسیس شد.
این سازمان در بلوک شرق در پاسخ به سازمان اینتل‌ست بنا شد. تا سال ۲۰۰۸، ۲۵ کشور به آن پیوسته‌اند. در حال حاضر این سازمان، یک سازمان اقتصادی است که ۱۲ ماهواره را در ۴۱ ترانسپوندر هدایت می‌کند. در ژوئن ۱۹۹۷ این سازمان با همکاری شرکت آمریکایی لاکهید مارتین اقدام به تأسیس شرکت لاکهید مارتین اینتراسپوتنیک با هدف ساخت و هدایت ماهواره‌هایی با همین نام کرد.

## اعضا
| - افغانستان - جمهوری آذربایجان - بلاروس - بلغارستان - کامبوج - کوبا - جمهوری چک - گرجستان - آلمان - مجارستان - هند - قزاقستان - قرقیزستان | - لائوس - مغولستان - نیکاراگوئه - کره شمالی - لهستان - رومانی - روسیه - سوریه - تاجیکستان - ترکمنستان - اوکراین - ویتنام - یمن |  |